# Иваника и Симоника
«Иваника и Симоника» (груз. ივანიკა და სიმონიკა) — грузинский короткометражный художественный фильм 1976 года, созданный на киностудии «Грузия-фильм». Снял фильм режиссёр Павле Чарквиани по своему же сценарию. Фильм снят в жанре притчи. В основу фильма легли народные грузинские сказки.
Главные роли в этом фильме исполнили Гейдар Палавандишвили, Гия Перадзе и Леван Азарашвили. Этот фильм был снят специально для телевидения. Фильм можно смотреть детям любого возраста, он предназначен для семейного просмотра.

## Сюжет
Притча снята по мотивам грузинских сказок. Рассказывает она историю двух  братьев, злого и доброго. Доброго брата звали Иваника, он был младшим, а злого звали Симоника и он был старшим братом. Когда Симоника делал что-то злое, то Иваника наоборот в ответ делал что-то доброе.
Настал момент, когда злобные козни  старшего брата оказались направленными против него самого, а добрая душа Иваники не откликнулась и не заступилась за Симонику.

## В ролях
- Гейдар (Гурам) Палавандишвили — Иваника
- Гия Перадзе — Симоника
- Леван Азарашвили — человечек
- Кахи Кавсадзе — дьякон
- Нодар Пиранишвили — пастух
- Бадри Бегалишвили — охотник
- Елена Кипшидзе — жена охотника

## Съёмочная группа
- Автор сценария: Павле Чарквиани
- Режиссёр: Павле Чарквиани
- Оператор: Гурам Шенгелая
- Композитор: Джансуг Кахидзе
- Художник: Шота Гоголашвили

## Технические данные
- СССР, 1976 год, Грузия-фильм, телефильм
- Притча, Семейный фильм
- Цветной («Свема»), короткометражный, 35 — 47 мин., моно
- Оригинальный язык — грузинский